# Dorota Borowska
Dorota Borowska (Nowy Dwór Mazowiecki, 22 de febrero de 1996) es una deportista polaca que compite en piragüismo en la modalidad de aguas tranquilas.
Ganó cuatro medallas en el Campeonato Mundial de Piragüismo, en los años 2018 y 2021, y seis medallas en el Campeonato Europeo de Piragüismo entre los años 2018 y 2025.
En los Juegos Europeos obtuvo dos medallas, bronce en Minsk 2019 y oro en Cracovia 2023, ambas en la prueba de C1 200 m.
Participó en dos Juegos Olímpicos de Verano, ocupando el cuarto lugar en Tokio 2020 (C1 200 m) y el quinto en París 2024 (C2 500 m).

## Palmarés internacional
| Campeonato Mundial | Campeonato Mundial          | Campeonato Mundial | Campeonato Mundial |
| Año                | Lugar                       | Medalla            | Competición        |
| ------------------ | --------------------------- | ------------------ | ------------------ |
| 2018               | Montemor-o-Velho (Portugal) | Medalla de plata   | C2 200 m           |
| 2018               | Montemor-o-Velho (Portugal) | Medalla de bronce  | C1 200 m           |
| 2021               | Copenhague (Dinamarca)      | Medalla de plata   | C2 200 m mixto     |
| 2021               | Copenhague (Dinamarca)      | Medalla de bronce  | C1 200 m           |
| Juegos Europeos    |                             |                    |                    |
| Año                | Lugar                       | Medalla            | Competición        |
| 2019               | Minsk (Bielorrusia)         | Medalla de bronce  | C1 200 m           |
| 2023               | Cracovia (Polonia)          | Medalla de oro     | C1 200 m           |
| Campeonato Europeo |                             |                    |                    |
| Año                | Lugar                       | Medalla            | Competición        |
| 2018               | Belgrado (Serbia)           | Medalla de plata   | C1 200 m           |
| 2021               | Poznań (Polonia)            | Medalla de oro     | C1 200 m           |
| 2024               | Szeged (Hungría)            | Medalla de oro     | C1 200 m           |
| 2024               | Szeged (Hungría)            | Medalla de plata   | C2 200 m           |
| 2024               | Szeged (Hungría)            | Medalla de plata   | C2 500 m           |
| 2025               | Račice (República Checa)    | Medalla de oro     | C1 200 m           |